# AS Cavaly
El AS Cavaly es un equipo de fútbol de Haití que milita en la Liga de fútbol de Haití, la liga de fútbol más importante del país.

## Historia
Fue fundado en el año 1975 en la localidad de Léogâne, aunque su sede está en la capital Puerto Príncipe. Ha sido campeón de Liga en 1 ocasión y ha sido finalista de la Copa en 1 oportunidad.
A nivel internacional ha participado en 2 oportunidades del Campeonato de Clubes de la CFU. En 2009 fue eliminado en la Segunda ronda por el W Connection de Trinidad y Tobago, y en 2021  salió campeón delante del Inter Moengotapoe de Surinam.

## Palmarés
- Liga de fútbol de Haití: 1

2007 C
- Copa de Haití: 0
  - Finalista: 1

2007
- Campeonato de Clubes de la CFU: 1

2021

## Participación en competiciones de la CONCACAF
- Campeonato de Clubes de la CFU: 2 apariciones

2009 - Segunda ronda
2021 - Campeón

## Jugadores

### Jugadores destacados
- Julien-Jacques Pierre